# Русских, Пётр Егорович
Пётр Егорович Русских (12 июля 1921, Глазов, Вотская автономная область — 23 мая 1949, Омутнинск, Кировская область) — участник Великой Отечественной войны, в годы войны — механик-водитель танка Т-34 111-й танковой бригады 25-го танкового корпуса 3-й гвардейской армии 1-го Украинского фронта, Герой Советского Союза.

## Биография
Родился 12 июля 1921 года в городе Глазов ныне Удмуртской Республики в семье рабочего-лесоруба. Русский. Семья жила в Глазове, потом в Пудеме, и, наконец, в 1936 году окончательно переселилась в город Омутнинск Кировской области.
Образование неполное среднее. Работал на лесосплаве, после окончания курсов шофёров — в лесном отделе на металлургическом заводе.
В Красную Армию призван осенью 1939 года Омутинским райвоенкоматом. Служил в Минске. Участвовал в Великой Отечественной войне с её первых дней июня 1941 года.
Был дважды ранен, второй раз тяжело, после лечения в госпитале возвращался на службу. С апреля 1944 года — водитель танка Т-34 в составе 111-й танковой бригады 25-го танкового корпуса, участвовал в Львовско-Сандомирской операции. В августе награждён Орденом Славы III степени.
В феврале-марте 1945 года шли ожесточённые бои за город Наумбург, расположенный западнее города Оппельн (ныне — Ополе, Польша). Часть, в которой служил Пётр Русских, сражалась в первом эшелоне и должна была проложить путь для пехоты сквозь вражескую оборону. Преодолев противотанковый ров, Пётр Егорович сумел вывести свой танк в расположение вражеской артиллерийской батареи и уничтожил её, раздавив гусеницами.
В двухдневных боях у города Губен (ныне Губин, Польша) оборону держали тяжёлые танки «Тигр», «Пантера», самоходные установки «Фердинанд»; для стрельбы по наземным целям использовались даже некоторые зенитные установки. На подступах к городу старший сержант Русских вывел из строя одну из них. Снарядом, попавшим в башню танка, Пётр был тяжело контужен, временно лишился слуха; невзирая на это, отказался покидать боевую позицию.
Т-34 вошёл в город. Четвёртое попадание снаряда подожгло танк. Пётр, не ожидая приказа, резко бросил машину вперёд. Скорость и сопротивление воздуха погасили пламя. Всего в Губене управляемый Петром Русских Т-34 ликвидировал 9 огневых точек, 3 противотанковых орудия и множество живой силы противника.
27 июня 1945 года был удостоен звания Героя Советского Союза, с вручением Ордена Ленина; также награждён Орденом Красной Звезды. В том же году вступил в ВКП(б).
В 1947 году старший сержант Русских демобилизован. Жил в Омутнинске, работал на металлургическом заводе, избирался депутатом горсовета. Скоропостижно скончался 23 мая 1949 года.

## Награды
- Медаль «Золотая Звезда» (указ от 27 июня 1945 года, № 7857);
- орден Ленина (27 июня 1945);
- орден Красной Звезды;
- орден Славы III степени;
- Медаль «За победу над Германией в Великой Отечественной войне 1941-1945 гг.»

## Память
- Бюст Петра Русских установлен в мемориальном комплексе «Аллея славы» в Глазове[3].
- Герой навечно занесен в списки учащихся средней школы № 2 города Глазов.